# Хомутиное
Хомутиное — озеро в Бурлинском районе Алтайского края, недалеко от границы с Новосибирской областью в системе реки Бурла.
Расположено на высоте 115 м над уровнем моря. Через озеро протекает река Бурла. Площадь водной поверхности 18,7 км². Площадь бассейна 7370 км². Длина около 8 км, ширина около 3 км, средняя глубина 2,2 м, максимальная — 3,6 м.
На восточном берегу озера лежит село Устьянка, на северном — деревня Рожковка и урочище Табатерка. Соединено протоками с озёрами Кабаньим и Песчаным.
Код водного объекта - 13020000411115200007905.